# Jerónimo Amione
Jerónimo Arturo Amione Cevallos (Ciudad de México, México; 31 de marzo de 1990) es un futbolista mexicano de origen libanés que se desempeña como delantero y actualmente es jugador libre.

## Trayectoria

### Atlante FC
Debuta el 23 de abril de 2010 en el primer equipo del Atlante de la Primera División Profesional en la última fecha del Bicentenario 2010 entrando de cambio en los últimos minutos frente a Estudiantes Tecos, hace un debut soñado en ese mismo partido anotando su primer gol en el máximo circuito.

### Cruz Azul
Gracias a sus excelentes actuaciones con el Atlante, llegó como refuerzo al Cruz Azul, donde tuvo importantes actuaciones y consiguió el campeonato de la Concachampions 2014.
2.ª Etapa.
Regresó a la máquina después de sus buenas actuaciones y goles en el Toluca

### Toluca
El 4 de junio de 2014 llega al Deportivo Toluca en calidad de préstamo durante un año donde tuvo buenas actuaciones y accedió a la semifinales del apertura 2014.

### Puebla
En diciembre de 2015, se anuncia que llega al Puebla en calidad de préstamo con opción a compra donde se gana a la afición y con base a buenas actuaciones el FC Puebla compra su carta y lo firma 2 años más.

### Lobos BUAP
En el draft de invierno de la Liga MX de 2017-2018, Jerónimo Amione fue confirmado como nuevo jugador de Lobos BUAP, equipo de la misma ciudad que el Puebla.

### FC Lahti
En 2018 ficha con el FC Lahti de la Veikkausliiga de Finlandia.

### Fútbol 7
En enero de 2024 se presentó al draft de la  Américas Kings League -una liga profesional de fútbol 7-, siendo seleccionado por el equipo Los Aliens.

## Selección
Fue internacional con la selección de fútbol sub-23 de México, disputando el torneo masculino de fútbol en los Juegos Panamericanos de 2011 donde anotó un gol en la final ante Argentina para obtener la medalla de oro.

## Clubes
| Club                   | País      | Año         | Goles |
| ---------------------- | --------- | ----------- | ----- |
| Club de Fútbol Atlante | México    | 2010 - 2013 | 8     |
| Cruz Azul              | México    | 2013 - 2014 | 2     |
| Deportivo Toluca       | México    | 2014 - 2015 | 6     |
| Cruz Azul              | México    | 2015        | 3     |
| Club Puebla            | México    | 2016 - 2017 | 7     |
| Lobos BUAP             | México    | 2018        | 4     |
| Alebrijes              | México    | 2018        | 3     |
| FC Lahti               | Finlandia | 2019        | 3     |
| Mineros de Zacatecas   | México    | 2020        | 0     |

## Palmarés

### Título Internacional
| Torneo                  | Club      | País   | Año  |
| ----------------------- | --------- | ------ | ---- |
| Liga Campeones CONCACAF | Cruz Azul | México | 2014 |